# 蒂沃利 (紐約州)
蒂沃利（英語：Tivoli）是位於美國紐約州達奇斯縣的村。

## 人口
根據2020年美國人口普查的數據，蒂沃利的面積為4.01平方千米，當中陸地面積為3.99平方千米，而水域面積為0.01平方千米。當地共有人口1012人，而人口密度為每平方千米252人。